# Референдум в Лихтенштейне (1967)
Референдум в Лихтенштейне по защите Альп проходил 22 января 1967 года. Предложение было отклонено 61 % голосов.

## Контекст
Референдум касался создания нормативных актов по защите альпийских территорий. Прогрессивная гражданская партия выдвинул в Ландтаге законопроект о защите альпийского региона 20 октября 1966 года. Однако, её партнер по коалиции Патриотический союз выступил против законопроекта, так как партия считала, что закон нарушал автономию муниципалитетов и права владельцев.
Это был факультативный референдум парламентского происхождения: перед лицом оппозиции части правительственной коалиции Ландтаг решил вынести закон на всенародное голосование в рамках Статьи № 66 Конституции.

## Результаты
| Выбор                               | Голоса | %    |
| ----------------------------------- | ------ | ---- |
| За                                  | 1 332  | 39,0 |
| Против                              | 2 086  | 61,0 |
| Недействительных/пустых бюллетеней  | 85     | -    |
| Всего                               | 3 503  | 100  |
| Зарегистрированных избирателей/Явка | 3 922  | 89,3 |
| Источник: Démocratie Directe        |        |      |